# Elmira (Misuri)
Elmira es una villa ubicada en el condado de Ray en el estado estadounidense de Misuri. En el Censo de 2010 tenía una población de 50 habitantes y una densidad poblacional de 264,45 personas por km².

## Geografía
Elmira se encuentra ubicada en las coordenadas 39°30′31″N 94°9′17″O / 39.50861, -94.15472. Según la Oficina del Censo de los Estados Unidos, Elmira tiene una superficie total de 0.19 km², de la cual 0.19 km² corresponden a tierra firme y (0%) 0 km² es agua.

## Demografía
Según el censo de 2010, había 50 personas residiendo en Elmira. La densidad de población era de 264,45 hab./km². De los 50 habitantes, Elmira estaba compuesto por el 90% blancos, el 0% eran afroamericanos, el 0% eran amerindios, el 0% eran asiáticos, el 0% eran isleños del Pacífico, el 2% eran de otras razas y el 8% pertenecían a dos o más razas. Del total de la población el 8% eran hispanos o latinos de cualquier raza.